# Hodnoty
Hodnoty v běžné řeči a ve filosofii znamenají to, čeho si jednotlivci nebo skupiny váží, cení, za co jsou ochotni něco obětovat, případně zaplatit.

## Hodnoty ve filosofii
Hodnoty jako metaforu zavedl do filosofie německý myslitel Rudolf Hermann Lotze v polovině 19. století, aby naopak vyjádřil to, čím se naše hodnocení řídí nebo orientuje. Na rozdíl od starších pojmů dobra a zla nebo ctnosti a neřesti, které mají absolutní povahu (buď – anebo, ano nebo ne), počítá pojem hodnot s tím, že i naše hodnocení bývají odstupňovaná (více - méně, lepší – horší) a často vycházejí z porovnávání.
V běžném životě musí člověk neustále hodnotit a vybírat, a i když neví, co je dokonale dobré (levné, kvalitní, spolehlivé, úsporné, zdravé, etické atd.), obvykle se dokáže zorientovat v tom, co je lepší a co horší. Dává jedné věci přednost před jinou a dovede to i zdůvodnit nebo aspoň vysvětlit; proto se někdy hovoří o preferencích. Asi tak, jako horolezec nemusí mít před očima vrchol, který chce zlézt, ale vystačí si s průběžnou orientací směru, například „vzhůru – dolů“. Hodnotami pak Lotze rozumí jakési úběžníky, myšlené vrcholky či krajnosti žádoucího, tedy toho, za čím jdeme („kladné hodnoty“), anebo naopak nežádoucího, toho, čemu se vyhýbáme („záporné hodnoty“).

## Sociologie hodnot
Jak upozornil Jan Patočka, je však důležité mít na paměti, že se jedná o myšlené, ideální úběžníky, ne o věci, které „někde existují“ samy o sobě. „Hodnoty se projevují jen v hodnocení a tvoří se v jeho průběhu, za chodu, v závislosti na celé axiologické zkušenosti“. Podle Clyde Kluckhohna a T. Parsonse hodnoty nelze chápat jako „chtěné věci“, nýbrž jako „představy o žádoucím (desirable)“.
Hodnoty tedy nelze chápat úplně odděleně, nýbrž vždy tvoří uspořádané soustavy, hierarchie hodnot. Tak se také nejčastěji zkoumají v sociologii: v dotazníku se od respondentů žádá, aby připravený seznam obecných hodnot zhodnotili, to jest uspořádali. Na základě takových výzkumů se pak hovoří o hodnotové orientaci (např. na úspěch, moc, rodinu a podobně).
Jakožto výsledek (něčího) hodnocení je hodnota v tomto smyslu vždy hodnotou pro někoho, a má tedy subjektivní ráz. Zkušenost nicméně ukazuje, že hodnocení různých lidí se často podobají nebo dokonce shodují, zejména pokud tito lidé patří do téže společnosti, k téže kultuře nebo mají společné zkušenosti. Výchova a obecná kultura, v níž člověk vyrostl a žije, má tedy na jeho hodnocení značný vliv a soustava hodnot je naopak charakteristikou určité kultury. Společenské a kulturní hodnoty se někdy vyjadřují ve společenských a kulturních normách a společnost pak může více či méně důrazným způsobem vymáhat jejich dodržování.

## Univerzální hodnoty
Lze-li mluvit o hodnotách určité skupiny a kultury, vzniká otázka, zda jsou nějaké hodnoty společné všem lidem čili univerzální. Některá emotivní „hodnocení“ – například odpor k hadům a pavoukům – jsou patrně vrozená a máme je společná i s některými primáty. Jsou to ovšem spíš instinktivní obranné reflexy, součást „pudu sebezáchovy“ než skutečná, to jest racionální a uvážená hodnocení. Ovšem už sociologické výzkumy hodnotových orientací nutně předpokládají, že lze sestavit seznam více méně obecných hodnot, jež mají u různých lidí jen rozdílné váhy či platnost.
Na druhé straně také víme, že příslušníci různých kultur se často liší právě ve svých hodnoceních. Tak se v současných západních společnostech dává přednost jednotlivci před skupinou (např. rodinou jako celkem), kdežto v tradičních společnostech a v soudobém islámu tomu bývá naopak. Podobné rozdíly lze najít i v hodnocení majetku, cti, věrnosti a podobně.
Diskuse o hodnotách dostává v posledních letech velmi praktický ráz, zejména ze dvou důvodů:
1. díky migraci se stále častěji setkávají příslušníci různých kultur a jejich hodnocení se tak často střetávají;
2. s uvolňováním společenských norem nabývá na významu sebekontrola a hodnotové a etické postoje jednotlivců, zejména všude tam, kde hrozí zneužití svěřených prostředků a moci.